# Krucil (plaats)
Krucil is een bestuurslaag in het regentschap Probolinggo van de provincie Oost-Java, Indonesië. Krucil telt 5331 inwoners (volkstelling 2010).